# 卡克·蒂利乌·钱·约帕特
卡克·蒂利乌·钱·约帕特（Kʼakʼ Tiliw Chan Yopaat），旧称考亚克-天（又译卡瓦克-天，或意译为暴雨天），是玛雅文明城邦基里瓜的重要统治者，于724年至785年统治基里瓜。
738年，他率军攻破科潘，将科潘统治者十八兔俘获并斩首，是为其最伟大的业绩，也是基里瓜城邦历史上的重要事件之一。在此之前，基里瓜一直是科潘的藩属。他开启了基里瓜的黄金时代，令基里瓜掌握了从加勒比海到玛雅世界的主要商路，创造了经济和文化的繁荣。在其统治年代的随后38年间，基里瓜人为纪念其传奇君主，建造了大量的纪念碑和雕塑。与此同时，他的入侵也造成科潘的文明沉寂期，出现了20年之久的纪念碑文断档，君主记录亦有中断。
现存的考古证据中含有考亚克-天的葬礼记载，因而证实考亚克-天逝世于785年。
考亚克-天的继承者是天空-舒尔和玉石-天，他们分别统治基里瓜各约十年，但其业绩皆未达到考亚克-天时代的高度。

### 书目
Drew, David. . London: Weidenfeld & Nicolson. 1999. ISBN 0-297-81699-3. OCLC 43401096.
Looper, Matthew G. . Ancient Mesoamerica (Cambridge University Press). 1999, 10: 263–280. doi:10.1017/s0956536199101135.
Looper, Matthew G. . Austin, TX: University of Texas Press. 2003. ISBN 0-292-70556-5. OCLC 52208614.
Velásquez García, Erik. . Cuauhtémoc Medina  (编). . Estudios de arte y estética, no. 60. México, D.F.: Instituto de Investigaciones Estéticas-Universidad Nacional Autónoma de México. 2006: 113–146. ISBN 978-970-32-1883-7. OCLC 219717969 （西班牙语）.
Martin, Simon; Nikolai Grube. . London and New York: Thames & Hudson. 2000. ISBN 0-500-05103-8. OCLC 47358325.
Webster, David L. . London: Thames & Hudson. 2002. ISBN 0-500-05113-5. OCLC 48753878.